# Сурвивализм
Сурвивали́зм (сервайвали́зм, сурвайвали́зм, выживализм, англ. survivalism, от survival — «выживание») — движение (субкультура), объединяющее людей, активно готовящихся к чрезвычайным ситуациям, которые могут угрожать жизни неподготовленного, или даже всему существованию человеческой цивилизации.
Чрезвычайные ситуации могут возникнуть в результате таких событий, как:
- гражданская война;
- стихийные бедствия;
- техногенные катастрофы;
- кризисы, связанные с отключением электричества, дефицитом продуктов питания, воды и т. п.;
- эпидемии;
- а также ядерной войны, падения большого метеорита, извержения супервулкана и последующей многолетней вулканической зимы, глобального потепления.

Сторонников сурвивализма называют «сурвивалистами», «выживальщиками», иногда также «препперами» (prepper, от англ. prepare — готовиться)

## История сурвивализма
Мотивы подготовки к катастрофам практикуются в ряде религиозных движений. Так, Церковь Иисуса Христа Святых последних дней («мормоны») требует от своих членов иметь запас долгосрочных продуктов не менее чем на три месяца и периодически его обновлять.
Движение выживальщиков зародилось в США во времена холодной войны. В середине 1970-х годов в связи с нефтяным кризисом 1973 года Говард Рафф (англ. Howard J. Ruff) издал книгу «Голод и выживание в Америке». В 1975 году Курт Саксон (англ. Kurt Saxon) начал издавать ежемесячный бюллетень The Survivor и, как он утверждает, придумал слово survivalist.
Позже в западных странах стали появляться клубы и организации выживальщиков. Сурвивализм популярен и в РФ.
Обычно у выживальщиков имеются набор выживания или так называемый «тревожный комплект» (тревожный рюкзак, тревожная сумка, тревожный чемодан), которые часто состоят из медикаментов, сигнальных средств, водных очистителей, навигационных приборов, палатки или другого переносного укрытия, а также запасов пищи и воды, специальной одежды, спичек, компаса, ножей и т. п.
Иногда выживальщики строят бункеры, убежища. Наиболее радикальные выживальщики готовятся к полному самообеспечению на случай крушения общества, в частности, путём создания самодостаточных изолированных общин.
Некоторые радикальные выживальщики также готовятся к вооружённому отпору голодным людям, мародёрам, которые, как предполагается, в случае крушения общества попытаются силой отобрать у них накопленные ресурсы и территорию. Поэтому такие выживальщики вооружаются и обучаются военным навыкам.
Пандемия COVID-19
Согласно опросу Finder, в 2020 году количество американцев, которые начали подготовку к некоему катаклизму, увеличилось в два раза. Не менее 115,6 млн граждан США сообщили, что делают запасы продуктов питания и нужных материалов для выживания. Это связывают с пандемией COVID-19.
Российско-украинская война
Вторжение России на Украину в феврале 2022 года и последовавший за этим вооруженный конфликт привел к росту тревожности среди европейцев и распространению движения «выживальщиков». Особенно эта тенденция заметна в странах Северной Европы, таких как Швеция и Финляндия.